# Партія національних соціалістів (Польща)

Логотип партії

Партія націонал-соціалістів (пол. Partia Narodowych Socjalistów) — польська націонал-соціалістична партія, заснована 22 червня 1933 року прихильниками багаторічного діяча Національної робітничої спілки та Національної робітничої партії — Казимира Дагнана.

## Діяльність
Першим лідером став Фридерик Фялкевич. PNS була заснована як сепаратистська група від Національної робітничої партії — Ліві. Згодом до неї приєдналася група більської націонал-соціалістичної партії і краківських діячів націонал-соціалістичної робітничої партії, яка була розпущена після розколу.
Партійним друкованим органом був «Націонал-соціаліст». Крім того, виходили «Zwycięstwa» у Кракові, «National Socialist Front» у Вільнюсі, «Polska Błyskawica» у Катовіце, «Wczoraj, Dzień i Jutro» у Львові та «Trybuna Ludu» у Лодзі. Статутною уніформою були сталево-сірі сорочки. Офіційним символом партії були меч, серп і молот, поєднані на червоно-білому щиті. Краківська група відкинула цей символ через зв'язок з марксистською символікою і використала символ білого трикутника з хрестом на червоному полі. Потрійний поворот в символіці мав вказувати на приналежність до арійського світу, пошану до традицій язичницьких предків. Хрест додали так само, як хрест у польських шляхетських гербах додали до дохристиянських символів.
У 1935 році PNS зробила невдалу спробу об'єднатися з Національною лейбористською партією та NPR у Національний трудовий табір. У травні 1938 року PNS об'єдналася з частиною Національної лейбористської партії в Національний громадський рух, а в жовтні того ж року Національна соціальна партія приєдналася до RNS, створивши Національний соціальний табір.
Під час нацистської окупації деякі активісти (наприклад, Антоні Шадковський, Роман Кухцяк) загинули через свою патріотичну позицію проти німецького агресора.

## Ідеологія

Логотип краківської групи з місячника «Націонал-соціаліст»

PNS створила власний варіант націонал-соціалізму, антинімецький і (декларативно) демократичний, не черпаючи натхнення з нацизму. У пошуках своїх предків вона посилалася, серед іншого, на: до націонал-соціалістичної комуни 19 століття та Адама Міцкевича (включаючи соціалізм, щоб колись стати загальнолюдським, він повинен спочатку стати національним).
Метою партії була «перемога праці над жадібним капіталізмом». У своїй внутрішній політиці PNS вимагала «безроздільної влади в державі для польського робітничого класу», що мала бути забезпечена аграрною реформою, націоналізацією великої промисловості та парламентською демократією. Вона виступала за толерантність до слов'янських національних меншин, а єврейську проблему хотіла вирішити через єврейську еміграцію. У зовнішній політиці вона постулювала створення блоку слов'янських країн. У глобальному масштабі передбачалося створення універсального союзу націонал-соціалістичних республік, де культурна та економічна співпраця мала бути досягнута в гармонії, зберігаючи національну та політичну незалежність.

## Виноски
1. ↑  J. Tomasiewicz: W kierunku nacjokracji. Tendencje autorytarne, totalistyczne i profaszystowskie w polskiej myśli politycznej (1933—1939): narodowcy — narodowi radykałowie — narodowi socjaliści. Wydawnictwo Uniwersytetu Śląskiego, Katowice 2019, s. 294
2. ↑  Jarosław Tomasiewicz, Rewolucja Narodowa. Nacjonalistyczne koncepcje rewolucji społecznej w Drugiej Rzeczypospolitej, Warszawa 2012, ISBN 978-83-64125-01-0, s. 223